# Beetle Adventure Racing
Beetle Adventure Racing (titre Australien : HSV Adventure Racing) est un jeu vidéo de course sorti en 1999 sur Nintendo 64. Le jeu a été développé et édité  par Electronic Arts.

## Système de jeu
Beetle Adventure Racing est un jeu de course au gameplay orienté arcade. Le comportement des voitures est un mix entre arcade et simulation.[Quoi ?] Des turbos et des caisses bonus sont disposées sur les circuits. Les caisses bonus permettent de débloquer des circuits et des voitures.
Le jeu dispose d'un mode multijoueur jouable jusqu'à quatre joueurs qui est similaire au mode « battle » de Mario Kart.

## Développement
Beetle Adventure Racing est sorti en Australie sous le nom de HSV Adventure Racing et où les New Beetle ont été remplacées par des Holden (qui sont des voitures australiennes).